# Ernst Ehlers (SS-Obersturmbannführer)
Ernst Ehlers, född 16 oktober 1909 i Pinneberg, död 4 oktober 1980, var en tysk SS-Obersturmbannführer. Under slutet av andra världskriget var han befälhavare för Sicherheitspolizei (Sipo) och Sicherheitsdienst (SD) i Belgien och Nordfrankrike. Ehlers är förebilden för rollfiguren "Ludwig Kessler" i serien Hemliga armén.
I mitten av 1970-talet inleddes rättsliga förhandlingar mot Ehlers. Huvudförhandlingarna vid Schwurgericht Flensburg skulle inledas i slutet av november 1980. Dessförinnan begick dock Ehlers självmord med elektrisk ström.